# Piotr Wysocki
Pour les articles homonymes, voir Wysocki.
Piotr Wysocki des armoiries Odrowąż, né le 10 septembre 1797 à Winiary près de Warka et mort le 6 janvier 1875 à Warka, est un militaire polonais, militant indépendantiste, chef de la conspiration qui a mené à l’éclatement de l’Insurrection de Novembre le 29 novembre 1830.

## Biographie
En 1818, il entre dans l’armée du Royaume du Congrès. En 1828, avec le grade de sous-lieutenant, il devient instructeur à l’l’Ecole Militaire de Varsovie (placés sous le commandement direct du Grand duc Constantin, frère du tsar Alexandre 1er) où il anime un groupe de conspirateurs qui crée la Société patriotique le 15 décembre 1828. Ce groupe lancera l’Insurrection de Novembre.
Pendant l’insurrection, il est nommé capitaine et devient l’aide de camp du commandant en chef Michał Radziwiłł. Il participe aux batailles de Waver et de Grochów. Il fait partie de l’expédition militaire contre les Russes en Volhynie. En septembre 1831, il commande un régiment chargé de défendre Varsovie. Il est blessé au combat et fait prisonnier par les Russes le 6 septembre 1831. 
En décembre 1831, il est condamné à mort par pendaison mais un oukase du tsar commue la peine en vingt ans de travaux forcés en Sibérie. Les conditions de sa détention sont alourdies à la suite d'une tentative d’évasion.
Il ne reviendra en Pologne qu'en octobre 1857. En 1867, il publie ses mémoires (Pamiętnik Piotra Wysockiego o powstaniu 29 listopada 1830 roku).
En 1834, Juliusz Słowacki a publié Kordian, un drame peignant la grandeur et la faiblesse de Wysocki.